# Вервик
Вервик (на нидерландски: Wervik) е град в Северозападна Белгия, окръг Ипер на провинция Западна Фландрия. Разположен е на река Лейе. Населението му е около 17 600 души (2006).